# Mongefossen
Mongefossen est une chute d'eau de Norvège.

## Caractéristiques
Au total, la chute d'eau mesure 773 m de haut et 23 m de large.
Comme la plupart des grandes chutes d'eau de Norvège, elle est utilisée pour la production d'énergie hydroélectrique, ce qui diminue considérablement son débit pendant les mois d'été.

## Localisation
Mongefossen est située sur la commune de Rauma dans le comté de Møre og Romsdal, en Norvège.